# Ana Rodríguez de Lobos
Ana María Rodríguez Rodríguez (San Javier, 27 de enero de 1907 - Villa Alegre, 26 de septiembre de 1997), también conocida como Ana Rodríguez de Lobos, fue una política chilena, miembro del Partido Demócrata Cristiano (PDC). Se desempeñó como diputada por la 14.ª Agrupación Departamental de Linares, Loncomilla y Parral, entre 1961 y 1965.

## Biografía
Nació en Chile, el 27 de enero de 1907.
Se casó en Villa Alegre, el 30 de julio de 1935, con el parlamentario Hernán Lobos Arias, con quien tuvo una hija: Ana María.
Falleció en Villa Alegre, el 26 de septiembre de 1997, a los 90 años.

## Trayectoria política
Militó en el Partido Demócrata Cristiano (PDC).
En las elecciones parlamentarias de 1961, resultó electa diputada por la 14.ª Agrupación Departamental de Linares, Loncomilla y Parral, por el período 1961-1965.
Integró la Comisión Permanente de Economía y Comercio; y fue diputada reemplazante en la de Agricultura y Colonización.
Participó, junto a otro parlamentario, en la moción que modificó la construcción de viviendas económicas normadas por el D.F.L. N.° 224, de 1953 (Ley N.° 15.268) publicada el 30 de septiembre de 1964. Como moción exclusiva apoyó la idea de vender a los ocupantes existentes los terrenos de la oblación Vialidad en Puente Viejo, Loncomilla (Ley N.° 15.121) publicada el 22 de enero de 1963.
En junio de 1964, junto a otros diputados y a las diputadas Inés Enríquez Frödden,  Julieta Campusano y Graciela Lacoste, presentó el proyecto que estableció normas para la protección de menores, que se convirtió en la ley N.° 16.520 publicada el 22 de julio de 1966.